# Нина Николина
Нина Николина (истинско име Николина Димитрова Попова) е българска певица, текстописец и композитор. Музиката ѝ е съчетание от модерно звучене, български фолклор, джаз и латино.

## Биография
Родена е на 25 юни 1975 г. във Враца. Завършва музикалното училище в Плевен и Академията за музикално и танцово изкуство в Пловдив. Дипломира се с две специалности – „Дирижиране на народен хор и оркестър“ и „Музикална педагогика“. По това време е солистка на Академичния фолклорен ансамбъл. Участва във фестивали в Дания (1990), Финландия (1991), Румъния (1992), Белгия (1994), Египет (1996), Италия (1996), Франция (1997), Англия (1998), Испания (1999), Португалия (1999). През 1996 г. записва дебютния си албум.
От 1997 до 2000 г. е част от Ку-ку бенд и работи в предаването Хъшове. През 1999 г. излиза вторият ѝ албум – „Слънчоглед“, в който са включени 15 народни песни от различни краища на България. Песента „Камене ми дрънка“ е записана в дует с турския изпълнител Акън. През 2001 г. издава албума „С отворени очи“, а песента „Нека вали“ се превръща в един от най-големите ѝ хитове. През април 2002 г. Нина Николина е номинирана за изпълнителка на годината на телевизия ММ. Същата година провежда двуседмично турне в Нидерландия.
През декември 2002 г. е издаден сингълът „Три тайни“. Същият месец е избрана за изпълнителка на годината в предаването Мело ТВ Мания. През 2003 г. записва песента „Ти“, която става най-излъчваната песен по българските радиостанции и е 7 седмици начело в класацията „Българският топ 100“. „Ти“ печели наградите на БГ радио за най-добра песен и най-добър видеоклип. През 2004 г. получава наградите на телевизия ММ за „Най-добра изпълнителка“, „Най-добра поп песен“ и „Най-добър видеоклип“. През 2005 г. БГ радио я обявява за „Изпълнител на 2005 година“.
През 2005 г. песента „Не мога“ оглавява музикалните класации. С „Не мога“ Нина Николина участва в Българската песен на Евровизия. През 2008 г. Нина Николина и Калин Вельов записват албума „Абсент“. Звученето е повлияно от фламенко, бразилска, карибска и аржентинска музика.
През 2012 г. с Берковската духова музика е част от шоу-спектакъла „Големанов“. Изпълнителката става част от Pendara Ethno Project – проект, който обединява българския фолклор с електронната музика. Формацията издава първия си албум през 2016 г.
През 2017 г. певицата прави своя дебют в киното във филма „Белгийският крал“. Там тя изпълнява ролята на народната певица Ана. Филмът е представен в над 50 държави и печели Гран при на кинофестивала в Одеса.
Заедно с Държавната опера в Русе реализира проекта „Класика и традиция“. В репертоара са включени песните от първия концертен албум на Нина Николина – „Нина Николина LIVE JAZZ & TRADITIONS" - „Излел е Дельо“, „Лале ли си, зюмбюл ли си“, „Назад, назад, моме Калино“, „Майстор Манол“ ,“Свети Георги“, „Пиринска Трилогия“ – /“Пуста младост“, „Еленко“, „Катерино Моме“/ , „Гюл девойкя“.

## Дискография

### Студийни албуми
- Нина Николина (1996)
- Слънчоглед (1999)
- С отворени очи (2001)
- Абсент (2008) (с Калин Вельов)
- Нина Николина и Берковската духова музика (2012)
- Pendara Ethno Project (2016)

### Сингли и EP
- Три тайни (2002)
- Ти (EP, 2003)
- Не мога (2004)

### Антологии
- Антология (Pop & Ethno) (2010)

### Концертни албуми
- Jazz & Traditions - Live In Concert (2019)
- Jazz & Traditions Vol. 2 – Live In Concert (2023)